# Улица Фирдоуси (Баку)
Улица Фирдоуси (азерб. Firdovsi küçəsi) — улица в Баку, в историческом районе Ичери-шехер (Старый город). От улицы Малая Крепостная до улицы Сабира.

## История
Названа в честь выдающегося персидского национального поэта Фирдоуси.

## Застройка
Жилые дома № 3 (1883), 4 (1919), 5 (1888), 7 (1890), 9 (1898), 10 (1870), 11А (1825), 13 (1920), 15 (1853), 16 (1900), 17 (1883), 21 (1893), 23 (1880) объявлены памятниками архитектуры местного значения

## Достопримечательности
д. 20 — Мечеть Ханлара (XIX—XX вв.)

## Известные жители
д. 3 — старец Мир-Мовсум-ага

## Улица в кинематографе
В фильме «Бриллиантовая рука» Козодоев возвращается от контрабандистов на корабль по этой улице и, завернув за угол на улицу Сабира, второй раз за день сталкивается с женщиной легкого поведения

## Галерея

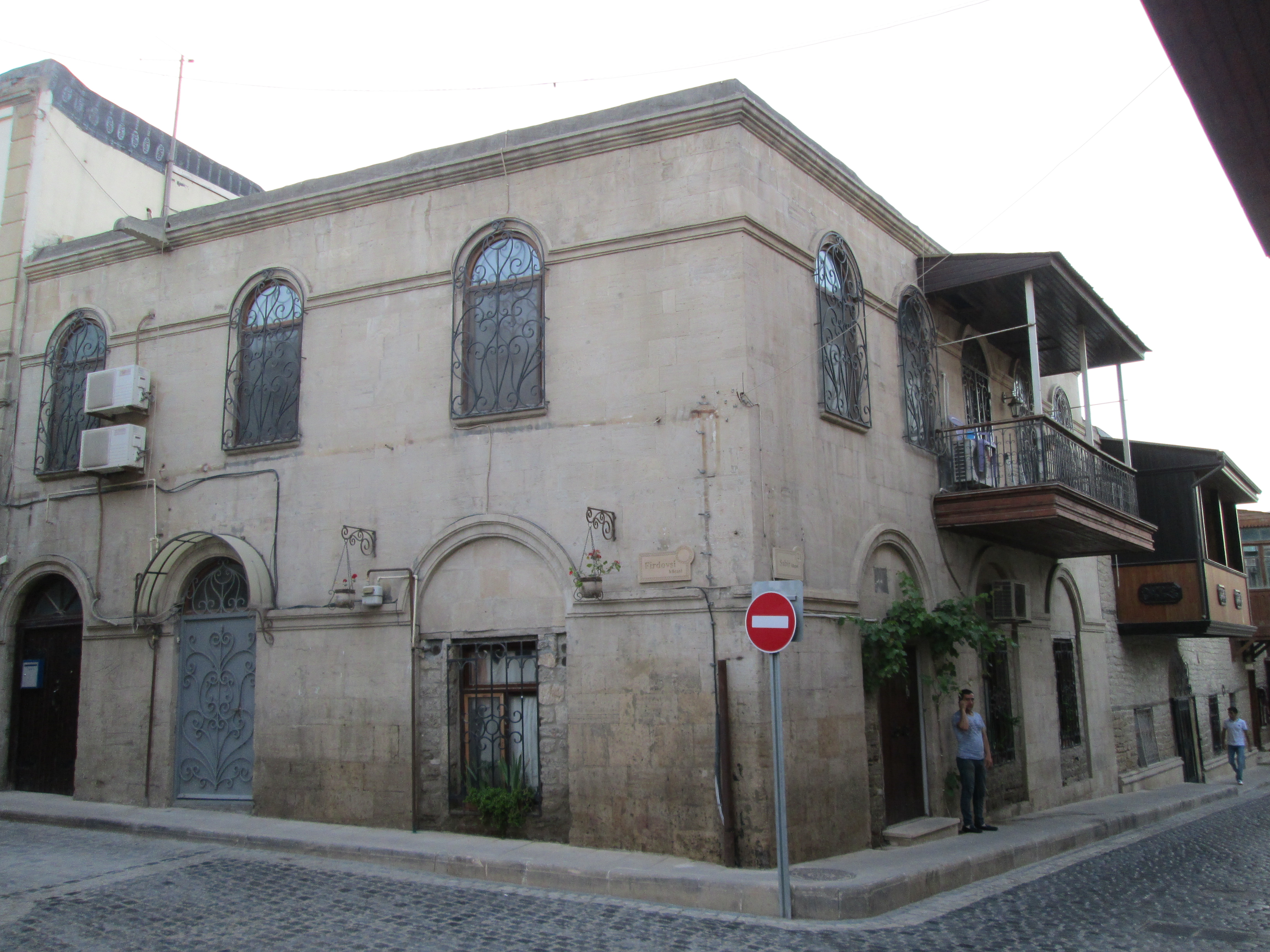
Угол улиц Фирдоуси и Сабира. Место съёмок фильма «Бриллиантовая рука»
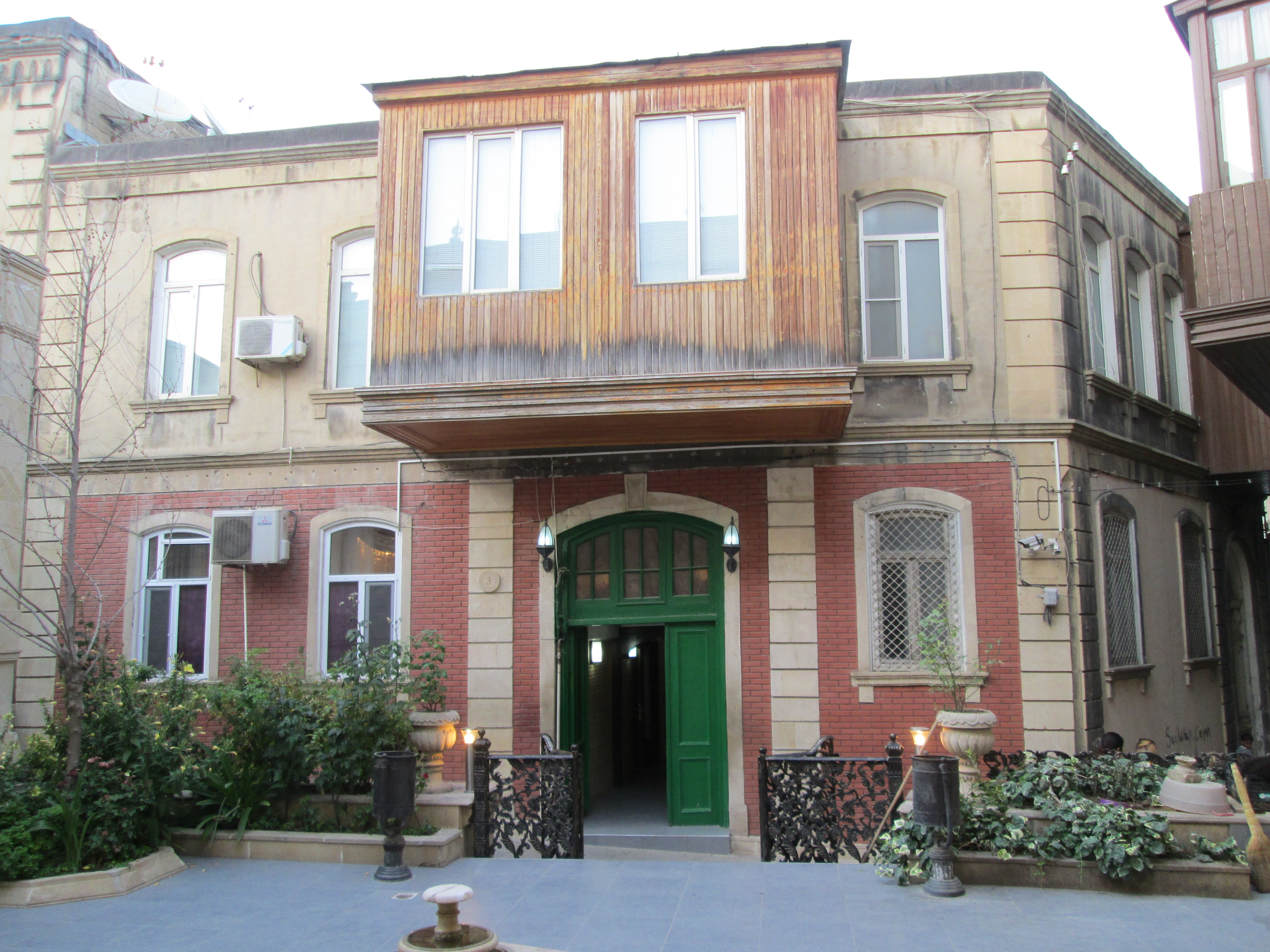
Дом, в котором жил Мир-Мовсум-ага